# Anartier
Die Anartier (auch Anarten, lateinisch Anartes oder lateinisch Anartii, altgriechisch Ἄναρτοι Anartoi) sind eine antike Ethnie des östlichen Mitteleuropa, über die nur wenig sicher bekannt ist.

## Geschichte
Der Name Anartes erscheint in Caesars De Bello Gallico, wo sie am Ostrand des herkynischen Waldes lokalisiert werden, der sich bis zu den Dakern und Anartiern erstreckte (ad fines Dacorum et Anartium).
Zusammen mit den Cotini werden die Anarti als eine der unterworfenen gentes in dem teils nur schlecht erhaltenen „Elogium von Tusculum“ genannt.
Die in der Inschrift genannten Cotini waren nach Tacitus ein keltisch sprechendes Volk, die Daker (vermutlich von den Thrakern abstammend), siedelten im westlichen Schwarzmeergebiet und dehnten sich zur Zeit Caesars bis nach Mähren aus.
Nach dem Zerfall des Dakerreich des Burebista 44 v. Chr. erscheinen in den Quellen die Namen mehrerer vermutlich keltischer Ethnien, neben Osi, Cotini und Teurisci auch die Anartii.
Ptolemaeus zählt die Anartoi zu den in Dakien ansässigen Stämmen, zusammen mit Teuriskoi und Koistobokoi.
Zusammenfassend kann man sagen, dass die Anartier eine antike Ethnie am südöstlichen Rand der Germania magna zwischen dem 1. Jahrhundert v. Chr. und dem 2. Jahrhundert waren, vermutlich im nordöstlich der Donau gelegenen Teil von Pannonien, also im heutigen Ungarn oder Rumänien. Ein bei Nagy-almas, Komitat Nógrád in Ungarn gefundener römischer Meilenstein verweist jedenfalls auf ein in der Nähe gelegenes vico An[artorum], also ein „Dorf der Anartier“. Ob diese Sprecher einer keltischen oder einer germanischen Sprache oder Daker waren oder Angehörige einer keltisch-dakischen Mischkultur, lässt sich nicht sagen.